# Campionati europei di nuoto 2010 - 200 metri rana maschili
Le qualifiche per la semifinale si sono svolte la mattina dell'11 agosto 2010, mentre la semifinale si è svolta la sera dello stesso giorno. La finale si è svolta la sera del 12 agosto 2010.

## Medaglie
| Posizione | Atleta             | Paese    |
| --------- | ------------------ | -------- |
| Oro       | Dániel Gyurta      | Ungheria |
| Argento   | Alexander Dale Oen | Norvegia |
| Bronzo    | Hugues Duboscq     | Francia  |

## Record
Prima della manifestazione il record del mondo (RM), il record europeo (EU) e il record dei campionati (RC) erano i seguenti.
| Record mondiale       | 2'07"31 | Christian Sprenger Australia | 30 luglio 2009 Roma, Italia          |
| Record europeo        | 2'07"64 | Dániel Gyurta Ungheria       | 31 luglio 2009 Roma, Italia          |
| Record dei campionati | 2'09"64 | Grigory Falko Russia         | 21 marzo 2008 Eindhoven, Paesi Bassi |

Durante la competizione sono stati migliorati i seguenti record:
| Data      | Evento | Atleta        | Nazione  | Tempo   | Record                |
| --------- | ------ | ------------- | -------- | ------- | --------------------- |
| 12 agosto | Finale | Dániel Gyurta | Ungheria | 2'08"95 | Record dei campionati |

## Risultati batterie
| Pos. | Atleta                   | Nazionalità | Tempo        | Batteria     | Corsia       | Note         |
| ---- | ------------------------ | ----------- | ------------ | ------------ | ------------ | ------------ |
| 1    | Dániel Gyurta            | Ungheria    | 2:10.70      | 5            | 4            |              |
| 2    | Laurent Carnol           | Lussemburgo | 2:12.29      | 3            | 6            |              |
| 3    | Edoardo Giorgetti        | Italia      | 2:12.33      | 5            | 3            |              |
| 4    | Alexander Dale Oen       | Norvegia    | 2:12.56      | 4            | 7            |              |
| 5    | Marco Koch               | Germania    | 2:12.59      | 5            | 6            |              |
| 6    | Akos Molnar              | Ungheria    | 2:12.61      | 4            | 3            |              |
| 7    | CARA. Melquiades Alvarez | Spagna      | 2:13.01      | 5            | 2            |              |
| 8    | Giedrius Titenis         | Lituania    | 2:13.31      | 2            | 6            |              |
| 9    | Hugues Duboscq           | Francia     | 2:13.43      | 3            | 3            |              |
| 10   | Hunor Mate               | Austria     | 2:13.57      | 4            | 8            |              |
| 11   | Michael Jamieson         | Regno Unito | 2:13.58      | 3            | 4            |              |
| 12   | Slawomir Kuczko          | Polonia     | 2:13.60      | 5            | 7            |              |
| 13   | Grigory Falko            | Russia      | 2:13.73      | 5            | 5            |              |
| 14   | Richard Bodor            | Ungheria    | 2:14.24      | 5            | 8            |              |
| 15   | Jakob Sveinsson          | Islanda     | 2:14.35      | 4            | 1            |              |
| 16   | Chris Christensen        | Danimarca   | 2:14.36      | 5            | 1            |              |
| 17   | Valeriy Dymo             | Ucraina     | 2:14.78      | 3            | 1            |              |
| 18   | Andrew Bree              | Irlanda     | 2:15.02      | 3            | 7            |              |
| 19   | Kristopher Gilchrist     | Regno Unito | 2:15.08      | 3            | 5            |              |
| 20   | Andriy Kovalenko         | Ucraina     | 2:15.42      | 3            | 2            |              |
| 21   | Richard Webb             | Regno Unito | 2:15.72      | 4            | 5            |              |
| 22   | Luca Pizzini             | Italia      | 2:15.90      | 4            | 6            |              |
| 23   | Carlos Esteves Almeida   | Portogallo  | 2:16.47      | 1            | 6            |              |
| 24   | Maxym Shemberyev         | Ucraina     | 2:16.93      | 3            | 8            |              |
| 25   | Slawomir Wolniak         | Polonia     | 2:17.08      | 4            | 2            |              |
| 26   | Eetu Karvonen            | Finlandia   | 2:17.62      | 2            | 5            |              |
| 27   | Martti Aljand            | Estonia     | 2:17.79      | 2            | 2            |              |
| 28   | Edvinas Dautartas        | Lituania    | 2:18.63      | 1            | 3            |              |
| 29   | Tomas Klobucnik          | Slovacchia  | 2:18.65      | 2            | 1            |              |
| 30   | Tamas Gercsak            | Ungheria    | 2:19.85      | 2            | 4            |              |
| 31   | Igor Kozlovskij          | Lituania    | 2:20.05      | 2            | 3            |              |
| 32   | Vadim Romanov            | Estonia     | 2:20.83      | 1            | 4            |              |
| 33   | Hocine Haciane           | Andorra     | 2:21.46      | 2            | 8            |              |
| 34   | Karlis Krumins           | Lettonia    | 2:21.62      | 2            | 7            |              |
|      | Igor Borysik             | Ucraina     | non partito  | non partito  | non partito  | non partito  |
|      | Tom Be'eri               | Israele     | squalificato | squalificato | squalificato | squalificato |

## Semifinali
| Pos. | Atleta                   | Nazionalità | Batteria | Corsia | Tempo   | Note |
| ---- | ------------------------ | ----------- | -------- | ------ | ------- | ---- |
| 1    | Dániel Gyurta            | Ungheria    | 2        | 4      | 2:10.11 |      |
| 2    | Marco Koch               | Germania    | 2        | 3      | 2:11.47 |      |
| 3    | Laurent Carnol           | Lussemburgo | 1        | 4      | 2:11.50 |      |
| 4    | Edoardo Giorgetti        | Italia      | 2        | 5      | 2:11.74 |      |
| 5    | Alexander Dale Oen       | Norvegia    | 1        | 5      | 2:11.90 |      |
| 6    | Hugues Duboscq           | Francia     | 2        | 2      | 2:11.96 |      |
| 7    | Akos Molnar              | Ungheria    | 1        | 3      | 2:12.08 |      |
| 8    | Grigory Falko            | Russia      | 2        | 1      | 2:12.11 |      |
| 9    | Hunor Mate               | Austria     | 1        | 2      | 2:12.68 |      |
| 10   | Michael Jamieson         | Regno Unito | 2        | 7      | 2:12.73 |      |
| 11   | Slawomir Kuczko          | Polonia     | 1        | 7      | 2:12.77 |      |
| 12   | Giedrius Titenis         | Lituania    | 1        | 6      | 2:12.84 |      |
| 13   | CARA. Melquiades Alvarez | Spagna      | 2        | 6      | 2:12.96 |      |
| 14   | Jakob Sveinsson          | Islanda     | 1        | 1      | 2:13.48 |      |
| 15   | Chris Christensen        | Danimarca   | 2        | 8      | 2:13.49 |      |
| 16   | Valeriy Dymo             | Ucraina     | 1        | 8      | 2:13.69 |      |

## Finale
| Pos. | Atleta             | Nazionalità | Corsia | Tempo   | Note                  |
| ---- | ------------------ | ----------- | ------ | ------- | --------------------- |
|      | Dániel Gyurta      | Ungheria    | 4      | 2:08.95 | Record dei campionati |
|      | Alexander Dale Oen | Norvegia    | 2      | 2:09.68 |                       |
|      | Hugues Duboscq     | Francia     | 7      | 2:11.03 |                       |
| 4    | Grigory Falko      | Russia      | 8      | 2:11.70 |                       |
| 5    | Laurent Carnol     | Lussemburgo | 3      | 2:11.93 |                       |
| 6    | Edoardo Giorgetti  | Italia      | 6      | 2:11.99 |                       |
| 7    | Marco Koch         | Germania    | 5      | 2:12.14 |                       |
| 8    | Akos Molnar        | Ungheria    | 1      | 2:12.76 |                       |